# Heilsfeit
Heilsfeit is een protestantse benaming voor de bijzondere daden die God heeft gedaan in de heilshistorie. In het katholicisme wordt meestal gesproken van heilsmysterie.
De christelijke traditie kent verhalen waarin God directe omgang heeft met mensen. Deze staan in relatie tot het dogma dat God een bijzonder doel heeft met het leven op aarde: Hij wil de mensen met Zich verzoenen. In de Bijbel staan de verhalen over hoe God op verschillende manieren heeft ingegrepen om dit te bewerkstelligen, zoals de verhalen het Oude Testament over Gods handelen met de Israëlieten.
De heilsfeiten zijn verbonden met christelijke feestdagen:
- Kerstfeest: God zond zijn Zoon naar de aarde
- Goede Vrijdag: Jezus stierf aan het kruis en bracht zo verzoening tot stand tussen God en mensen.
- Pasen: Jezus stond op uit de dood en riep zo de overwinning uit
- Hemelvaart: Jezus werd herenigd met God de Vader
- Pinksteren: De Heilige Geest werd uitgestort op de gelovigen
- Wederkomst van Jezus: In de toekomst zal Jezus terugkomen op aarde om de levenden en de doden te oordelen.